# Уакачина

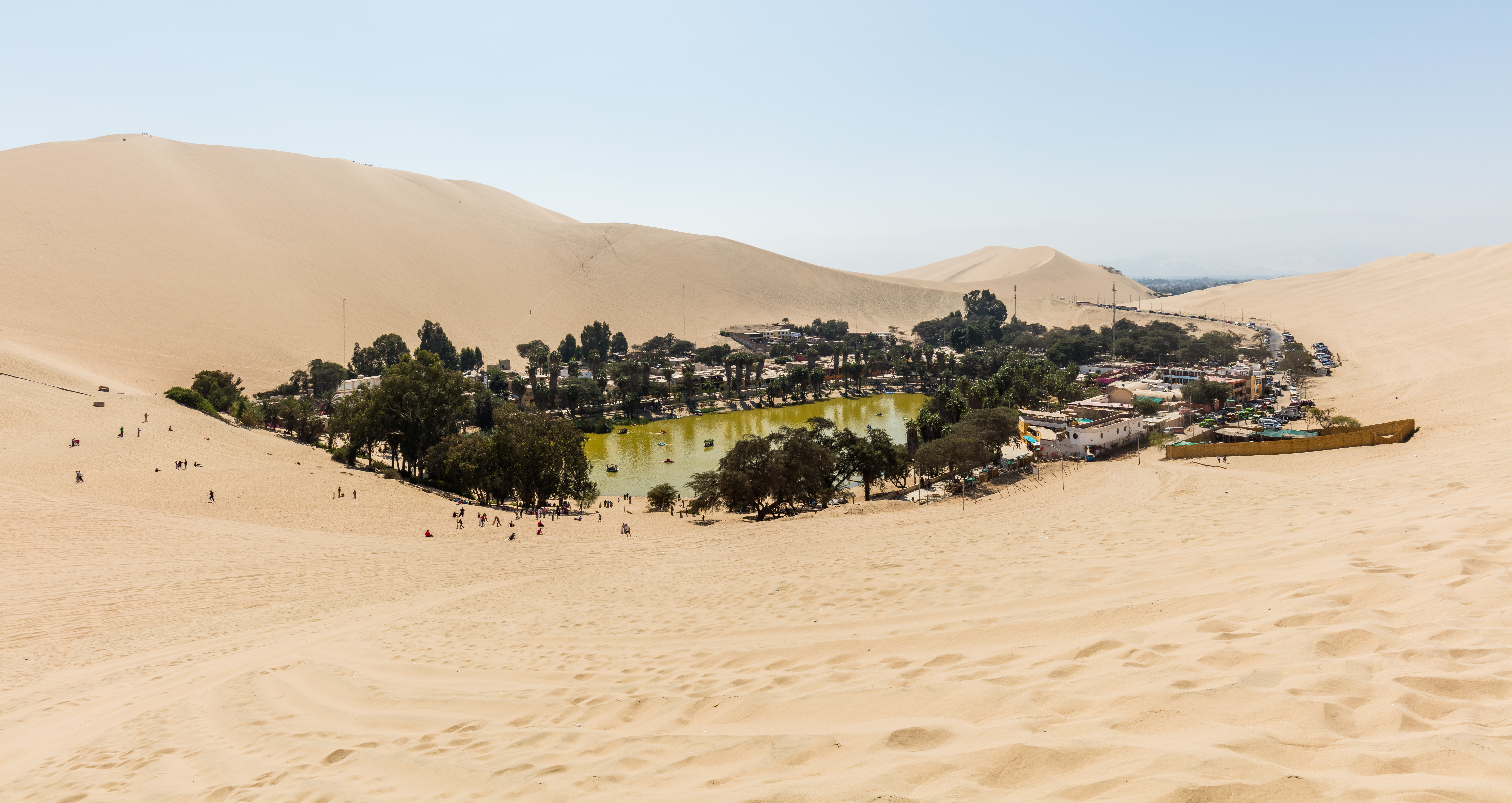

Уакачина (ісп. Huacachina) — містечко в департаменті Іка, на південному заході Перу, неподалік від міста Іка. Містечко має населення 115 чоловік (1999). Уакачина розташована біля маленького озера в пустелі та відома як «Оаза Америки». Вона служить курортним містечком як для мешканців міста Іка, так і дедалі більше для іноземних туристів, особливо тих, хто займається сандбордінгом на піщаних дюнах пустелі, що досягають понад сто метрів заввишки.
За легендою озеро утворилося, коли красиву місцеву принцесу застав у ванні молодий мисливець. Вона втекла, а водний басейн, в якому вона купалася, став озером. Складки її мантії, що розвивалися на вітрі позаду неї, оскільки вона бігла, стали навколишніми дюнами піску. А сама принцеса все ще живе в озері як русалка.
Оаза Уакачина, зображена на перуанській купюрі 50 соль.